# Тайно, Эрик
Эрик Тайно (исп. Eric Taino; р. 18 марта 1975, Джерси-Сити, США) — филиппинский профессиональный теннисист. Победитель одного турнира АТР в парном разряде, призёр Азиатских игр 2006 года в мужских парах, победитель Открытого чемпионата США 1992 года в парном разряде среди юношей.

## Биография
Эрик Тайно родился в Джерси-Сити (США) в семье медицинских технологов Фелимона и Эвелин Тайно. В 1992 году он выиграл Открытый чемпионат США среди юношей в парном разряде, но семья, оплатив учёбу старшей сестры в Колумбийском университете, не могла позволить себе поддерживать его финансово в первые годы профессиональной карьеры. Поэтому Эрик в течение четырёх лет защищал цвета Калифорнийского университета в Лос-Анджелесе в студенческих чемпионатах США. С 1995 по 1997 год он включался в символическую студенческую сборную Северной Америки. Последний год он провёл в сборной университета только по настоянию тренера, обещавшего затем найти Эрику спонсоров, но этого так и не произошло.
В 1997 году Тайно перешёл в профессионалы. В октябре в Седоне (Аризона) он пробился в первый за карьеру финал турнира класса ATP Challenger, а в середине следующего года в паре с аргентинцем Диего дель Рио завоевал свой первый титул на этом уровне. В ноябре 1998 года Тайно, занимавший 130-е место в рейтинге игроков в парном разряде, дошёл в Боготе до своего первого финала турнира АТР. В полуфинале он и его партнёр Габор Ковеш из Венгрии победили сильную чешскую пару Иржи Новак-Давид Рикл, но титул завоевать не сумели. Этого успеха Тайно добился лишь через год в Сингапуре, где после ещё двух поражений в финалах он наконец сумел в паре с белорусом Максимом Мирным обыграть олимпийских чемпионов Тодда Вудбриджа и Марка Вудфорда.
В дальнейшем Тайно ещё трижды играл с разными партнёрами в финалах турниров класса ATP International, в 2000 году поднявшись в парном рейтинге до 52-го места, но побед на этом уровне больше не одерживал. Все остальные свои титулы, как в парном, так и в одиночном разряде, он завоёвывал на турнирах более низкого класса — «челленджерах» и «фьючерсах». Помимо профессиональных турниров, его высшим успехом стала завоёванная в паре с другим филиппинцем американского происхождения, Сесилом Мамитом, бронзовая медаль Азиатских игр 2006 года (за год до этого на Играх Юго-Восточной Азии он, также в парном разряде, завоевал золотую медаль, а через год в Маниле — серебряную). С 2006 по 2008 год он также выступал за сборную Филиппин в Кубке Дэвиса, проведя три сезона в нижних дивизионах Азиатской группы. В рамках выступлений за сборную в 2008 году он провёл свои последние матчи в профессиональных турнирах, закончив индивидуальные выступления за год до этого. В 2008 году было сообщено, что ему предложена тренерская работа в одном из клубов Лос-Анджелеса.

## Участие в финалах турниров АТР за карьеру

### Парный разряд (7)

#### Победа (1)
| Дата        | Турнир   | Покрытие | Партнёр       | Соперники в финале         | Счёт в финале |
| ----------- | -------- | -------- | ------------- | -------------------------- | ------------- |
| 11 окт 1999 | Сингапур | Хард     | Максим Мирный | Тодд Вудбридж Марк Вудфорд | 6-3, 6-4      |

#### Поражения (6)
| №  | Дата        | Турнир                              | Покрытие | Партнёр             | Соперники в финале             | Счёт в финале   |
| -- | ----------- | ----------------------------------- | -------- | ------------------- | ------------------------------ | --------------- |
| 1. | 2 ноя 1998  | Богота, Колумбия                    | Грунт    | Габор Ковеш         | Диего дель Рио Мариано Пуэрта  | 7-6, 3-6, 2-6   |
| 2. | 7 июн 1999  | Мерано, Италия                      | Грунт    | Марк-Кевин Гёлльнер | Лукас Арнольд Кер Жайми Онсинс | 4-6, 6-7        |
| 3. | 5 июл 1999  | Открытый чемпионат Швейцарии, Гштад | Грунт    | Александр Китинов   | Дональд Джонсон Цирил Сук      | 5-7, 6-74       |
| 4. | 7 фев 2000  | Сан-Хосе, США                       | Хард (i) | Лукас Арнольд Кер   | Ян-Майкл Гэмбилл Скотт Хамфрис | 1-6, 4-6        |
| 5. | 12 июн 2000 | Лондон, Великобритания              | Трава    | Джонатан Старк      | Тодд Вудбридж Марк Вудфорд     | 7-65, 3-6, 6-71 |
| 6. | 11 июн 2001 | Лондон (2)                          | Трава    | Дэвид Уитон         | Боб Брайан Майк Брайан         | 3-6, 6-3, 1-6   |